# 東湖公園 (江門市)
東湖公園 位於廣東省江門市蓬江區港口一路7號，佔地面積53公頃（530,000平方米），是香港維園面積的2.7894736842105263157894736842105263157894倍，當中湖水面積17公頃，分東湖廣場、內湖區、外湖區和北園區四大區域。

## 歷史
地方政府發動群眾無酬建園，從平地中挖土形成大湖，挖出土方堆高成若干丘陵，1958年落成。2014年7月1日起全園免費開放。

## 景點及分區
分為24小時開放區（即東湖廣場）及有限時間開放區（公園除去東湖廣場外其餘部份）。有限時間開放區於2014年7月1日起免購買門票，免費開放
- 東湖廣場

- 音樂噴泉
- 東湖游樂園（收費項目）
- 英雄山（愛國主義教育基地，紀念恩平鑊蓋山六壯士）

- 炮樓山

- 東湖碑廊

- 游泳池及更衣室（收費項目）

- 防空洞（大門已上鎖，不開放）

## 鄰近建築及商舖
- 公交車站：東湖廣場①、東湖廣場②
- 東湖百貨
- 東湖影劇院
  - 江門粤劇團/廣東五邑粤劇團
- 銀晶酒店
- 優越美莎百貨（已倒閉結業）

- 益丞百貨，中遠大廈右邊

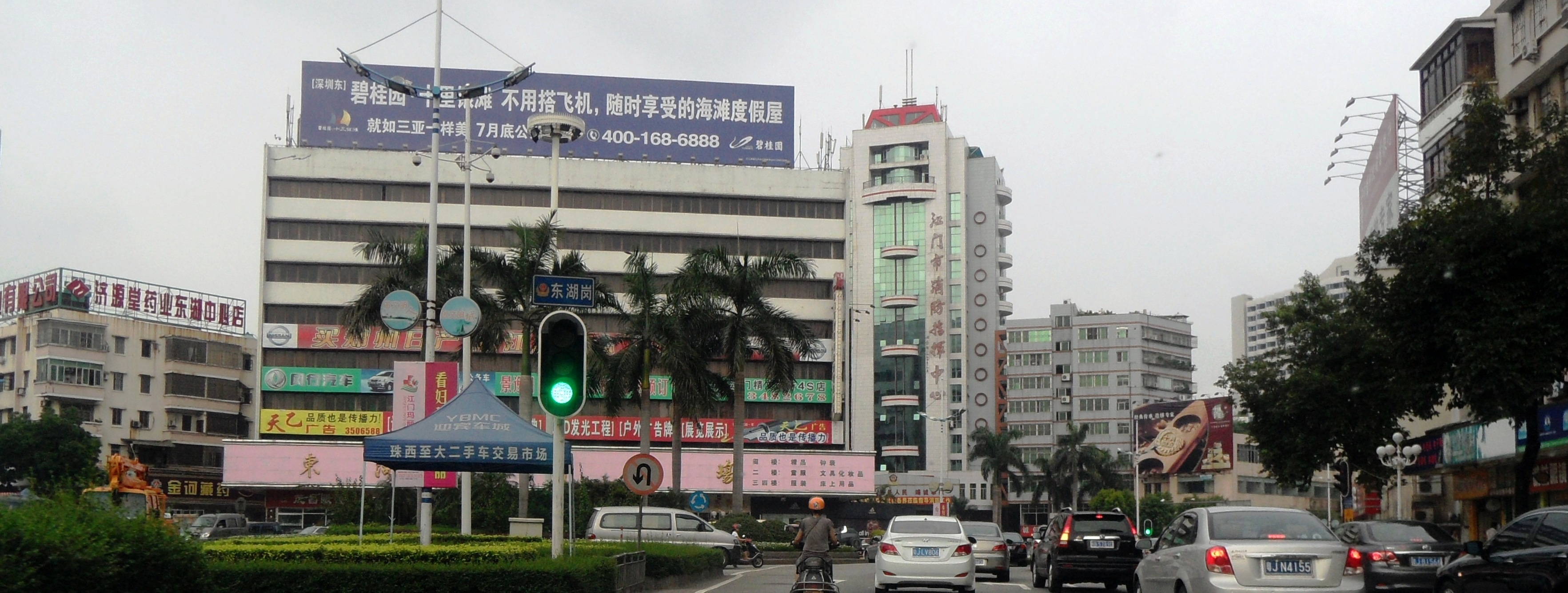
广东省江门市景色_-_panoramio_(36)

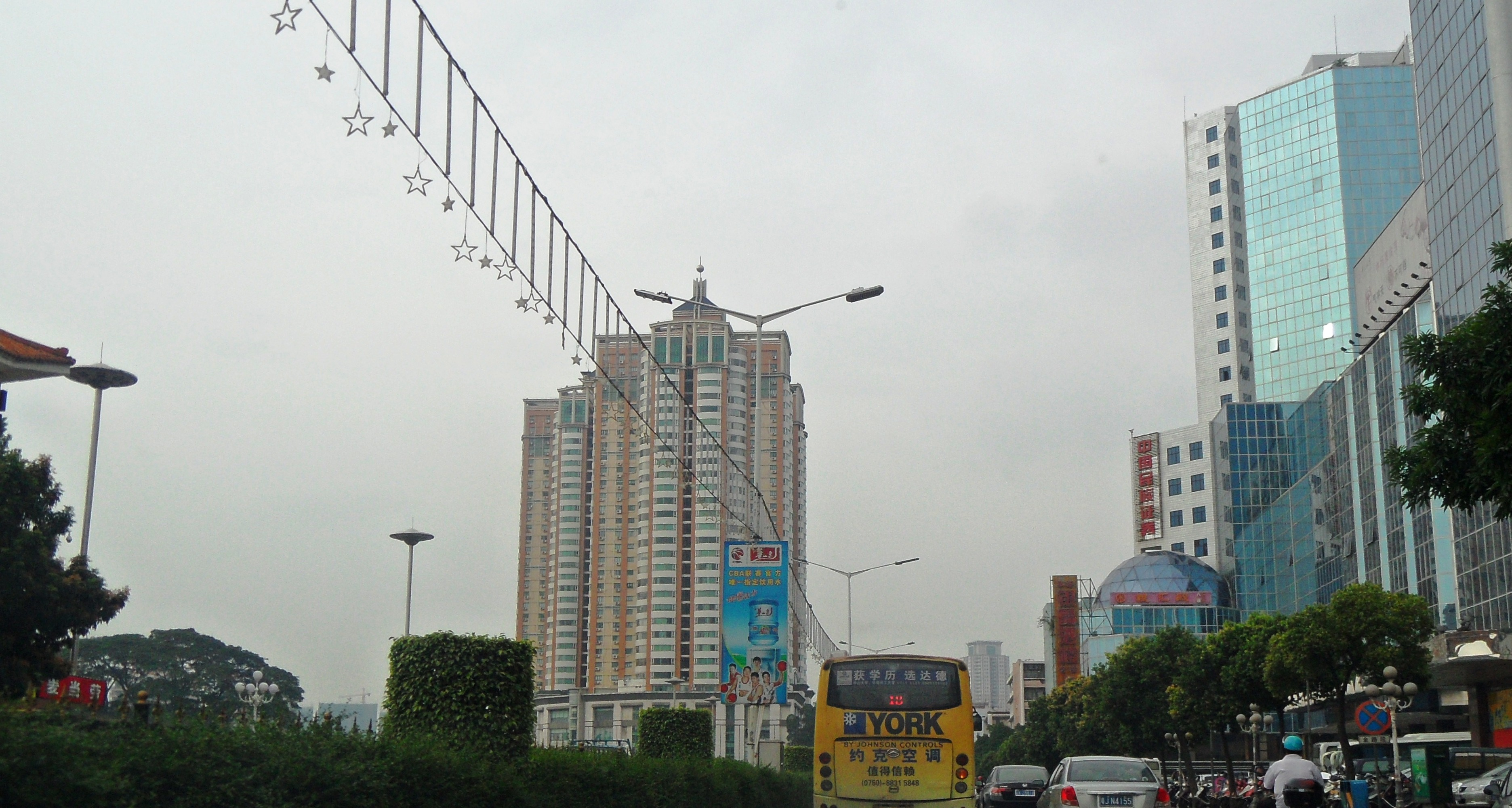
广东省江门市景色_-_panoramio_(38)

- 東湖賓館 倚湖西餐廳 新湖景酒家 星海廊KTV 杜鵑山莊 東湖桑拿，皆已倒閉結業，廢墟，皆位於益丞百貨背後方，從往停車場的斜坡上去

- 中遠大廈（地舖有24小時KFC），東湖廣場右邊

- 麥當勞東湖店（24小時），東湖廣場左邊，港口一路7號糧出大廈1～2層

- 天沙河（江門河 / 蓬江）的一段

- 五邑大學

- 新華書店（江門市購書中心）